# Oostflakkee
Oostflakkee est une ancienne commune néerlandaise, en province de Hollande-Méridionale. La commune, comme son nom l'indique, est située à l'est de l'île de Goeree-Overflakkee.